# Пабло, Луис де
Луи́с де Па́бло (исп. Luis de Pablo; 28 января 1930, Бильбао — 10 октября 2021, Мадрид) — испанский композитор «поколения 51 года».

## Биография
Учился на юридическом факультете Мадридского университета, частным образом занимался музыкой. Дебютировал как композитор в 1953 году (исп. Coral для семи духовых инструментов). Основал группу «Время и музыка» (1959). В начале 1960-х познакомился в Дармштадте с Д. Лигети, К. Штокхаузеном, П. Булезом, Б. Мадерной. В 1963 году основал фестиваль Fórum Música для исполнения музыки молодых композиторов. В 1964 году стал руководителем Первого Мадридского Биеннале современной музыки, в 1965 году создал первую Лабораторию электронной музыки в Испании. В 1972 году организовал фестиваль синтеза искусств Встречи в Памплоне. Преподавал в США и Канаде.
Скончался 10 октября 2021 года.

## Творчество
Автор нескольких опер («Нескромный путешественник», 1984—1988; «Мать зовёт за стол», 1991—1992, обе — по либретто Висенте Молины Фойша; «Барышня Кристина», 1997—1999, по роману М. Элиаде, и др.), множества оркестровых и камерных сочинений, электронной музыки («Шаман», 1976), музыки на стихи Сан-Хуана де ла Крус, Л. де Гонгоры, А. Мачадо, Ф. Пессоа, В. Алейксандре, Х. Гильена, П. Жимферрера и др., музыки к кинофильмам К. Сауры, В. Эрисе, Гонсало Суареса и др. Перевел монографию о Шёнберге, сочинения А. Веберна.

## Тексты о музыке
- Lo que sabemos de música. Madrid: Gregorio del Toro, 1967
- Aproximación a una estética de la música contemporánea. Madrid: Editorial Ciencia Nueva, 1968 (фр. пер. — 1996)

## Признание
Почётный доктор Университета Комплутенсе в Мадриде, член Академии изящных искусств в Мадриде (1989), кавалер и офицер Ордена искусств и литературы (1973, 1986). В 2000 году, к семидесятилетию Луиса де Пабло, Анри Пуссёр посвятил ему фортепианную сюиту Jardinet avec Automates. Ибероамериканская музыкальная премия Томаса Луиса де Виктория (2009).